# アルジェリー (重巡洋艦)
| アメリカ海軍が1942年に撮影した識別用写真。艦橋上部の黒い円盤状のものは僚艦に敵艦への射撃データを視覚的に知らせるレンジ・クロック。 | |
| 艦級概観 | |
| 艦種 | 重巡洋艦 |
| 艦名 | 地名 |
| 前級 | シュフラン級 |
| 次級: | |
| 艦歴 | |
| 発注: | ブレスト海軍工廠 |
| 起工: | 1931年3月19日 |
| 進水: | 1932年5月21日 |
| 就役: | 1934年9月15日 |
| 退役: | |
| その後: | 1942年11月27日に自沈 |
| 除籍: | |
| 性能諸元 | |
| 基準排水量: | 10,000トン 13,900トン（満載） |
| 全長: | 196.2m |
| 水線長: | 180.0m |
| 全幅: | 20.0m |
| 吃水: | 6.15m |
| 機関: | アンドレ式重油専焼水管缶6基 ＋ラトー・ブルターニュ式ギヤード・タービン4基4軸推進 |
| 最大出力: | 84,000hp（公試時：93,230hp） |
| 最大速力: | 31ノット（公試時：32.9ノット） |
| 航続性能: | 15ノット/8,500海里 |
| 乗員: | 748名 |
| 兵装: | 20.3cm（50口径）連装砲4基 1930年型 10cm（50口径）連装高角砲6基 55cm三連装水上魚雷発射管2基 （1942年の改装後： 1933年型37mm（50口径）連装機関砲4基 1929年型13.2mm（50口径）機銃20丁追加） |
| 装甲: | 舷側：110mm（水線最厚部） 甲板：30mm～80mm 機関室：95mm 主砲塔：110mm（前盾）、70mm（側盾）、70mm（天蓋） 司令塔：100mm（前盾）、70mm（側盾）                                            |
| 航空兵装: | 水上機3機 火薬式カタパルト1基 |

アルジェリー (Croiseur lourd Algérie) は、フランス海軍の重巡洋艦。
艦名は北アフリカの仏領アルジェリアに由来する。
イタリア海軍のザラ級重巡洋艦に対抗するために建造され、フランス最後の重巡洋艦となった。
従来のフランス重巡洋艦と比較して、速力を抑えて防御力を向上させている。
第二次世界大戦では、序盤の大西洋攻防戦に参加。ダンケルク級戦艦やイギリス海軍とともに、ドイツ海軍のポケット戦艦に対処した。1940年6月10日にイタリアが参戦すると、イタリア本土砲撃をおこなった。だが6月下旬の独仏休戦協定によりヴィシー政権が樹立すると活動が低調となり、1942年11月27日のトゥーロン港自沈で喪失した。

## 概要
フランス海軍は1930年度計画でシュフラン級重巡洋艦「デュプレクス」を元に改設計を行った仮名「C4」と呼ばれる重巡洋艦を建造予定だった。しかし、1929年にイタリア王立海軍 (Regia Marina) が建造し始めたザラ級重巡洋艦の情報が入り検討された結果、フランス海軍は「『C4』ではザラ級に対抗できない」という判断を下した。
また当時のドイツ（ヴァイマル共和政）も、ヴェルサイユ条約の制限下で「ポケット戦艦」（プロイセン代艦）の設計と建造に邁進していた。フランスは、イタリア海軍にくわえて「ポケット戦艦」を意識しながら、地中海や北アフリカ方面のシーレーンを保護せねばならなかったという事情もある。
このような仮想敵国の建艦政策をふまえ、フランス海軍は1930年度計画で建造する予定であった重巡洋艦の設計を根本的に見直し、より兵装と防御を強化した新規設計艦として建造を行った。これが「アルジェリー」である。
「アルジェリー」はワシントン海軍軍縮条約で定められた一万トンという制約の中で、重量計算と設計により攻撃力・防御力・機動力を高い次元でバランスし、纏め上げた優秀な重巡洋艦と評価された。海軍軍縮条約の制限のためフランス海軍の重巡（甲級巡洋艦）建造は本艦をもって一段落し、その後はラ・ガリソニエール級軽巡洋艦の建造に移行している。

## 艦形

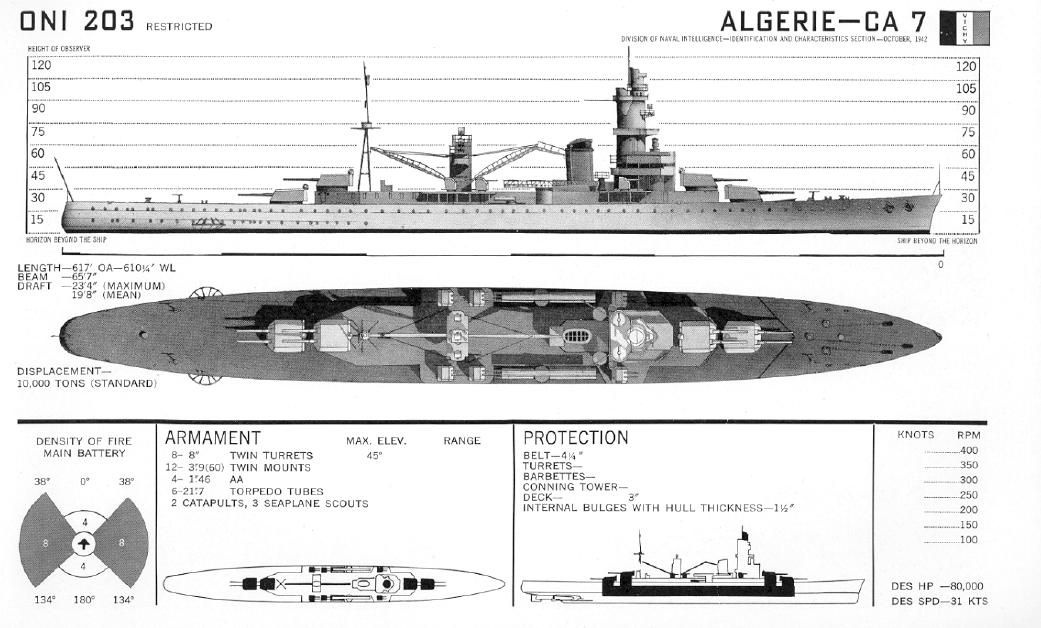
「アルジェリー」の武装・装甲配置を示した図。

フランス近代巡洋艦で長らく主流であった船首楼型から一転して、水面から乾舷までが高い平甲板型船体に改められた。これは、複雑な加工を要する船首楼型よりも平甲板型のほうが船殻重量が軽減でき、艦内容積を確保するためである。また、従来は箱型艦橋と前部マストの構造は軽量な三脚檣を採用していたが、本艦は塔型艦橋を採用している。これは、従来は三脚檣型式で航海艦橋と戦闘艦橋に加え、見張り台や探照灯台を各段に分けて配置していたのだが、機能と利便性を考えて各階の床面積を充実させて行った所、大日本帝国海軍の戦艦に多く採用された「パゴダ・マスト」の如き様態を示すようになり、三脚檣の利点である「軽量」が意味を成さなくなったためである。そのため、本艦から塔檣を採用した。また、「アルジェリー」は後述するが機関のシフト配置を採用しなかったために前級では二本あった煙突は一本に纏められ、二番煙突があった場所は探照灯台となり、基部は艦載艇と水上機を運用する二対のクレーンが付く。また、後檣も「アルジェリー」から単脚檣から軽量な三脚檣になった。
他にも、それまでのフランス重巡洋艦が完全な鋲接構造だったのに対して「アルジェリー」は広範囲に溶接を取り入れており、これにより更に軽量化を図った。

## 船体

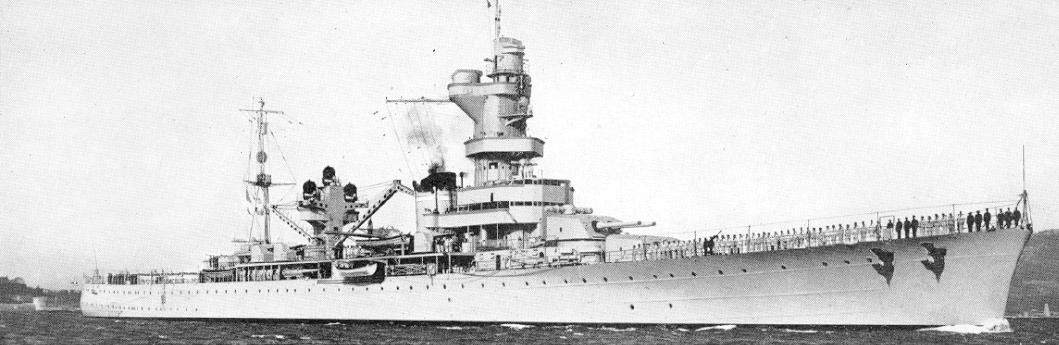
右舷からの写真

軽くシアの付いた艦首甲板から1・2番主砲塔を背負い式で2基、艦橋を組み込んだ軽量な塔型艦橋、直立した1本煙突の周囲は艦載艇置き場となっており、その背後に水上機射出用カタパルトと探照灯台が配置された。探照灯台の基部は片舷1基ずつ付いたクレーン計2基により艦載艇と水上機が運用された。左右の舷側甲板には新設計の「1930年型10cm（50口径）高角砲」を連装砲型式で左右3基ずつ計6基12門装備した。また、雷装では前級で廃止していた魚雷兵装を復活し、55cm三連装水上魚雷発射管を片舷1基ずつの計2基6門と必要最小限の雷撃能力を持った。
船体後部には簡素な三脚型後部マスト、後ろ向きに3･4番主砲塔を背負い式に2基配置した。舷側には従来艦では上下二列に丸い舷窓が並ぶが、本艦では艦の前後にかけて舷窓が並ぶのは上段のみで、舷側を広範囲に覆う110mm装甲帯のために下段は艦前部の狭い箇所と艦尾側しか舷窓が存在していなかった。

## 武装

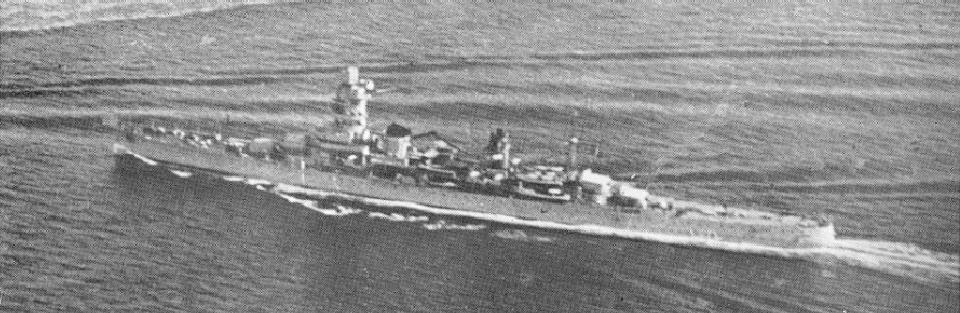
1942年に撮られたアルジェリー。

### 主砲
主砲は50口径20.3cm砲。新型の55口径砲搭載といわれていたが、実際はそうではなかったことが明らかとなっている。なお、砲塔は新式のものとなっている。

### 高角砲、その他の備砲
高角砲は新設計の「1930年型10cm（50口径）高角砲」を採用した。この砲は後に同海軍のリシュリュー級にも採用された。13.5kgの砲弾を仰角45度で15,900 m、14.2kgの対空榴弾を最大仰角80度で10,000mの高度まで到達できた。旋回と俯仰は電動と人力で行われ、左右方向に80度旋回でき、俯仰は仰角80度、俯角10度であった。発射速度は毎分10発だった。これを連装砲架で6基12門を搭載した。当時の条約型重巡洋艦では12門という、新鋭戦艦並の高角砲門数を持つものはイタリア海軍で就役していたザラ級を除いて例が無く、表面上には強力な対空火力を持っていた。
ただし、本砲は前級まで装備されていた「1926年型 9cm（50口径）高角砲」と比べると最大有効射高は変わらず射撃速度はむしろ低下しており、更に旋回俯仰速度も良いものではなく、高角砲として優秀な砲ではなかった。本砲を搭載したリシュリューでは「高角砲としては本砲より90mm高角砲の方が効果的である」と評したという。対空射撃指揮装置の詳細は不明だが、本艦は大戦開始時に1m測定儀を装備した対空射撃指揮所をもつのみで、開戦前には有効な対空射撃指揮装置を装備していなかったとされる。
後に1942年の大改装で、後部三脚檣とカタパルトを撤去した。跡地には高角砲をカバーする為に「1933年型37mm（50口径）機関砲」を連装砲架で4基、「1929年型13.2mm（50口径）機銃」を20丁増備し、それを指揮する対空指揮装置と対空レーダーを追加装備した。　

## 機関
フランス近代巡洋艦伝統の機関のシフト配置は「アルジェリー」では採用されていない。従来艦ではボイラー缶・タービン機関･ボイラー缶・タービン機関という風に前後に並べる「シフト配置」から、単純にボイラー缶・タービン機関を前後に並べる「全缶全機配置」に立ち戻ったのは、前者の配置方式では機関室の長さを短くすることが難しく、防御範囲を狭めて防御重量に充てる事ができないためである。また、前級のシュフラン級で9基有ったボイラー缶を1/3の3基も減らし6基としたのは、機関が占める重量を減らし防御重量に充てる為である。ボイラーの減少とは逆にタービン数は増やされ、前級で3基3軸であったギヤード･タービンは4軸に増加した。出力は前級の90,000hpから84,000hpと、6,000hp減少したが船体形状の改善により公試において最高出力93,230hp時で速力32.9ノットを発揮した。
船体における燃料搭載量はシュフラン級後期型の2,600トンから2,935トンと若干増大した程度だが、高温高圧缶と新型機関を採用したことにより燃料消費率は改善され、速力15ノットで8,500海里を航行することが出来た。加えてより高速である速力27ノットでも前級のほぼ倍に当たる4,000海里を航行することが出来た。

## 防御
「アルジェリー」仮想敵として、先にイタリア海軍で建造されていたザラ級重巡洋艦への対抗から、直接防御・間接防御ともに最初の重巡洋艦であるデュケーヌ級の防御様式とは比べ物にならない重防御を施された。基準排水量を条約内の一万トンに収める為に船殻重量と機関部重量を抑え、綿密な重量計算により捻出されたのは排水量の四分の一にあたる約2,600トンの防御重量であった。これにより装甲をふんだんに使う事ができ、舷側水線部防御は110mmに達し、最上甲板に張られた水平防御も最厚部で80mmから最薄部の30mm、機関区装甲は別個に95mm、主砲塔防御は前盾装甲が110mm、側面装甲と天蓋装甲が共に70mm、司令塔が最厚部で100mmが奢られ、条約型重巡洋艦随一の重防御艦となった。更に、機関区の両舷の側壁は甲板から艦低部まで縦に貫く縦隔壁が張られ、これと水線部装甲の間に重油タンクを配置し、対魚雷用の間接防御として機能させるインナーバルジ方式としての工夫であった。

## 艦歴
「アルジェリー」はブレスト海軍工廠で建造された。1931年（昭和6年）3月19日に起工。1932年（昭和7年）5月21日に進水。1934年（昭和9年）9月15日に就役。
1939年（昭和14年）1月末から2月初旬にかけて、アブリアル提督は本艦に将旗を掲げ、麾下の巡洋艦部隊を率いてジブラルタルを訪問し、イギリス海軍と交歓した。
9月初旬の第二次世界大戦の勃発時には、フランス地中海艦隊の隷下において第3艦隊の旗艦であった。部隊は第1巡洋艦戦隊（アルジェリー、デュプレクス、フォッシュ）と第2巡洋艦戦隊（デュケーヌ、トゥールヴィル、コルベール）から成る第1巡洋艦艦隊の重巡洋艦と、第3軽戦隊（第5、第7、第9駆逐隊）の駆逐艦から構成された。第3艦隊司令長官は第1巡洋艦艦隊司令長官の兼任で、ヴァード作戦で実施部隊の指揮を執ったエミール・アンドレ・アンリ・デュプラ中将がその職にあった。
第二次世界大戦勃発と共に、ドイツ海軍 (Kriegsmarine) のドイッチュラント級装甲艦（通称「ポケット戦艦」）が通商破壊を開始した。北大西洋では装甲艦「ドイッチュラント」が、南大西洋では装甲艦「アドミラル・グラーフ・シュペー」が活動した。イギリス海軍本部はポケット戦艦を追い詰めるため、連合国軍の艦艇で9つの狩猟部隊を編成する。アルジェリーはフランス戦艦「ストラスブール」、イギリス空母「ハーミーズ」などと共にダカールを拠点としてシュペー追撃戦に参加した。
1940年（昭和15年）3月にトゥーロンで整備を受けた後、「アルジェリー」はフランス政府の金塊3,000ケースを積み、戦艦「ブルターニュ」と共にカナダに向かった。4月、地中海に戻る。6月10日、イタリア王国が連合国に対し宣戦を布告し、地中海戦線が形成された（地中海攻防戦）。直後の6月14日、本艦は重巡洋艦「フォッシュ」や駆逐艦部隊とともに、イタリア本土のサヴォーナ県ヴァード・リーグレに対して砲撃を行った。第二次世界大戦において、海軍艦艇が列強の本土への艦砲射撃を行った初めての事例である。フランス降伏前の「アルジェリー」の最後の任務は船団護衛であった。
同年6月22日、フランスはナチス・ドイツと独仏休戦協定を、6月24日にイタリアとヴィラ・インチーサ休戦協定を締結し、事実上降伏した。
「アルジェリー」はヴィシー政権の下のトゥーロンを拠点として活動する。ヴィシー軍の公海艦隊（旗艦ストラスブール）に所属した。特筆すべき任務は、アルジェリア北西部の港湾都市オラン（メルス・エル・ケビール）を脱出した戦艦「プロヴァンス」を、フランス本国のトゥーロンまで護衛することであった。プロヴァンスは同年11月、トゥーロンに入港した。1941年（昭和16年）には高角砲と対空兵装が強化され、1942年にはレーダーが取り付けられた。 
1942年（昭和17年）11月8日、連合軍はトーチ作戦を発動し、北アフリカのフランス領に侵攻した。
これに反応してドイツ陸軍がアントン作戦を発動し、フランス艦隊の鹵獲を狙ってトゥーロンにも侵攻してきた。11月27日、「アルジェリー」はトゥーロンの在泊中の戦艦3隻などと共に自沈処分が行われた。「アルジェリー」は爆薬によって爆破され、20日間燃え続けた。
1943年（昭和18年）3月18日にイタリア軍が「アルジェリー」を浮揚したが、破損が激しく修理不能だったため、その後スクラップとして解体された。